# الکسا هیوینز
الکسا هِـیوینز (انگلیسی: Alexa Havins؛ زادهٔ ۱۶ نوامبر ۱۹۸۰) یک هنرپیشه اهل ایالات متحده آمریکا است. وی از سال ۲۰۰۳ میلادی تاکنون مشغول فعالیت بوده‌است.

## گزیدهٔ آثار

### سینما
- سگ‌های پیر (۲۰۰۹)
- هنکاک (۲۰۰۸)
- ۲۷ لباس (۲۰۰۸)
- هنگامی که در رم (۲۰۱۰)

### تلویزیون
- کنستانتین (۲۰۱۵)
- تورچ وود (۲۰۱۱)
- آناتومی گری (۲۰۱۱)
- سی‌اس‌آی: میامی (۲۰۰۹)